# Simon Mignolet
Simon Luc Hildebert Mignolet (* 6. März 1988 in Sint-Truiden) ist ein belgischer Fußballtorhüter. Er spielt für den FC Brügge.

## Karriere

### Vereine
Seine Fußballerkarriere begann Mignolet in der Jugend des VV St. Truiden. 2005 erhielt er dort einen Profivertrag und gab sein Debüt bei einer 0:1-Niederlage gegen KAA Gent. In der folgenden Saison wurde Mignolet zum Stammspieler, stieg jedoch mit seinem Verein ab. In der nachfolgenden Saison in der zweiten Division stieg man wieder auf; in dieser Spielzeit erzielte Mignolet sein erstes Karrieretor: Nach einer 3:0-Führung gegen KSK Ronse wurde er von Mitspielern gedrängt, einen Elfmeter zu schießen. Nachdem er diesen zunächst verschossen hatte, traf er im Nachschuss.
Zur Saison 2010/11 wechselte Mignolet in die Premier League zum AFC Sunderland. Aufgrund einer Verletzung von Stammtorwart Craig Gordon absolvierte der Belgier am ersten Spieltag gegen Birmingham City (2:2) sein Debüt. Trotz der zwischenzeitlichen Genesung Gordons setzte sich Mignolet im Laufe der Saison durch und verdrängte den Schotten als Stammtorhüter.
Zur Saison 2013/14 wechselte Mignolet für eine Ablösesumme von neun Millionen Pfund zum FC Liverpool. In seinem ersten Ligaspiel gegen Stoke City parierte er in der 89. Minute einen Elfmeter von Jonathan Walters und sicherte damit den 1:0-Sieg für Liverpool.
In den Saisons 2013/14, 2014/15 und 2015/16 wurde Mignolet jeweils als Stammtorhüter Liverpools eingesetzt und verpasste nur wenige Spiele. Sein Vertrag wurde am 18. Januar 2016 um weitere fünf Jahre bis 2021 verlängert. Zu Beginn der Saison 2016/17 wurde Loris Karius verpflichtet, welcher sich zunächst nicht gegen Mignolet durchsetzen konnte, aber in der zweiten Hälfte der Saison 2017/18 vorübergehend den Vorzug vor Mignolet als Stammtorhüter bekam.
Im August 2019 kehrte er nach Belgien zurück und schloss sich dem FC Brügge an, wo er, vorbehaltlich der medizinischen Untersuchung, einen Fünfjahresvertrag unterschrieb. Mignolet stand dort in allen 27 Ligaspielen seit seiner Verpflichtung bis zum Saisonabbruch infolge der COVID-19-Pandemie im Tor, blieb dabei in 16 Spielen ohne Gegentor und ließ in den restlichen Spielen nur 13 Bälle ins Tor. Dafür wurde er von Pro League zum besten Torhüter der Saison 2019/20 der Division 1A ausgezeichnet. Zugleich wurde er mit dem FC Brügge belgischer Meister.
Anfang Oktober 2020 wurde sein Vertrag bis Sommer 2025 verlängert. In der Saison 2020/21 stand er bei 38 von 40 Spielen im Tor. Dabei blieb er in 15 Spielen ohne Gegentor. Allerdings wurde er in dieser Saison bei 24 Treffern bezwungen. Erneut wurde der FC Brügge belgischer Meister. Mignolet wurde wieder von Pro League als bester Torhüter ausgezeichnet.
In der Saison 2021/22 bestritt er 39 von 40 möglichen Ligaspielen für Brügge sowie vier Pokal- und sechs Champions-League-Spielen. Dabei blieb er in 17 Ligaspielen ohne Gegentor. Nachdem in dieser Saison 36 Tore gegen ihn verwandelt wurden, stand der FC Brügge nach der Hauptrunde nur auf Platz 2. In den Play-offs gelang ihm aber der erneute Gewinn der belgischen Meisterschaft.
Für seine Leistungen im Jahr 2022 wurde er mit dem Goldenen Schuh aller Spieler (Belgiens Fußballer des Jahres) als auch zum 4. Mal in Folge mit dem des besten Torhüters ausgezeichnet. In der Saison 2022/23 bestritt er jedes mögliche Pflichtspiel für Brügge: 40 Spiele in der Liga, zwei Spiele im Pokal, acht Spiele in der Champions League und das gewonnene Spiel um den Supercup. Alles zusammen blieb er dabei in 21 Spielen ohne Gegentor. In der nächsten Saison waren es 32 von 40 möglichen Ligaspielen, fünf Pokalspiele und 14 Spiele im Europapokal. Die Saison endete mit dem Gewinn der belgischen Meisterschaft durch den FC Brügge. Über alle Wettbewerbe blieb er in 20 Spielen ohne Gegentor.
In der Saison 2024/25 bestritt er 35 von 40 möglichen Ligaspielen. Dabei wurde er in den letzten fünf Play-off-Spielen nicht eingesetzt. In 11 Spielen blieb er ohne Gegentor. Dazu kamen 12 Spiele in der Champions League und das verlorene Spiel um den belgischen Supercup. Im belgischen Pokal wurde er in dieser Saison nicht eingesetzt.

### Nationalmannschaft
Im Rahmen der Qualifikation zur U-21-EM 2011 in Schweden kam Mignolet zu seinen ersten Einsätzen in der U-21. Nach einer Reihe guter Leistungen für Sunderland wurde er am 1. September 2010 zum ersten Mal in die Nationalmannschaft berufen. Sein erstes Spiel machte er am 25. März 2011 beim 2:0-Erfolg über Österreich. Mignolet nahm mit der belgischen Nationalmannschaft an der Weltmeisterschaft 2014 in Brasilien teil; dort war er erster Ersatztorhüter hinter Thibaut Courtois und kam in keinem Spiel zum Einsatz.
Trainer Marc Wilmots nominierte Mignolet auch als Ersatztorhüter für den belgischen Kader der Europameisterschaft 2016 in Frankreich, er kam aber im Turnier erneut nicht zum Einsatz. Auch bei der Weltmeisterschaft 2018 in Russland wurde er von Nationaltrainer Roberto Martínez in den Kader berufen, ohne dass es zu einem tatsächlichen Spieleinsatz kam. Lediglich bei mehreren Freundschaftsspielen der Nationalmannschaft stand Mignolet tatsächlich auf dem Platz.
Bei der infolge der COVID-19-Pandemie erst 2021 durchgeführten Europameisterschaft 2020 wurde er zwar in den belgischen Kader berufen, erneut aber bei keinem Match eingesetzt. Auch bei der Weltmeisterschaft 2022 kam er in den drei Gruppenspielen nicht zum Einsatz. Im März 2023 gab Simon Mignolet seinen Rücktritt aus der belgischen Nationalmannschaft bekannt. Er begründete dies damit, dass er seine Vereinskarriere solange wie möglich fortsetzen wollte und sich nunmehr während der Länderspielpausen eine Auszeit nehmen könne.
Mignolet stand 129-mal im Kader der Nationalmannschaft, bestritt aber nur 35 Spiele: 18 Freundschaftsspiele, ein Qualifikationsspiel zu einer Weltmeisterschaft, 9 Qualifikationsspiele zu einer Europameisterschaft und 7 Spiele in der Nations League.

## Privates
Mignolet hat einen Hochschulabschluss in Politikwissenschaften und betreibt in seiner Heimatstadt Sint-Truiden ein Café.

## Erfolge
- Belgischer Meister: 2019/20, 2020/21, 2021/22, 2023/24 (FC Brügge)
- Gewinner belgischer Supercup: 2021 (nicht im Spieltagskader), 2022
- Champions-League-Sieger: 2018/19 (FC Liverpool, nur im Kader)
- bester Torhüter der Division 1A: 2019/20[4], 2020/21
- belgischer Fußballer des Jahres (goldener Schuh): 2022[7]
- bester Torhüter des Jahres (goldener Schuh): 2019[12], 2020[13], 2021[14], 2022[7]